# НАП1
НАП1 — ночной активный прицел, созданный для ведения огня из 7,62-мм автомата Калашникова, 7,62-мм ручного пулемета Дегтярева и ручного противотанкового гранатомёта РПГ-2 в темное время суток на дистанции вплоть до 150-200 м. Разработан в НИИ-801, ныне ОАО «НПО «Орион» (Москва), в 1952 году был принят на вооружение.

## Конструкция
Основными компонентами комплекта поставки являются:
электронно-оптический преобразователь
инфракрасный прожектор для подстветки целей
высоковольтный и низковольтный преобразователи
аккумуляторная батарея питания

## Тактико-технические характеристики
Вес комплекта прицела в походном положении, кг — 7,7
Вес прицела, кг — 2,350
Вес блока питания, кг — 5,150
Вес чехла с принадлежностью, кг — 0,200
Габариты (длина, ширина, высота) всего комплекта прицела в походном положении, мм — 240×135×360
Габариты прицела, мм — 220×135×275
Габариты блока питания, мм — 210×115×215
Габариты аккумуляторной батареи, мм — 178×92×135
Увеличение прицела, крат — 2,2
Поле зрения, градусов — 9
Диаметр зрачка выхода, мм — 7
Удаление зрачка выхода, мм — 30
Разрешающая сила (при максимальной освещенности) — 2,5
Фокусное расстояние объектива, мм — 60
Диаметр лампы фары, мм — 95
Осевая сила света, свечей — 40000
Угол рассеивания, градусов — 6
Номинальное напряжение, В — 4,5
Мощность, Вт 20-22